# Перишич, Зоран
Зоран Перишич (серб. Зоран Перишић) — сербский кардиолог, учёный и мэр города Ниша. Член главного совета Сербской прогрессивной партии.

## Биография
Родился 15 февраля 1959 года, в городе Неготин. Начальную и среднюю школу окончил в городе Ниш. В 1982 году закончил медицинский факультет Нишского университета, в 1989 году окончил ординатуру по внутренним болезням в Военно-медицинской академии. Свободно говорит на английском языке. Женат, имеет двоих детей.

## Деловая карьера
- С 1985 года работал в Военном госпитале в Нише, специализировался на внутренней медицины на ВМА в Белграде, сдал экзамен на специализацию в 1989 году.
- С 1990 года работает в Клиническом центре Ниш, в клинике кардиологии.
- В 1992 году получил степень магистра эндокринологии, в 1998 году получил степень доктора медицины в области кардиологии.
- С 2011 года имеет узкую специализацию по кардиологии.
- С 2000 года работает на Медицинском факультете в Нише, и в июле 2012 года он был назначен адъюнкт-профессором.
- Исполняя должность начальника департмента инвазивной диагностики и установке кардиостимуляторов, подробно разработал эти дисциплины и сделал их доступными для жителей региона.

## Политика
В августе 2011 года стал председателем городского совета Сербской прогрессивной партии в Нише и членом главного совета СПП. В июле 2012 года был избран на пост мэра города Ниша.

## Научные статьи
Является автором двух монографий, соавтором ряда книг и более 350 научных работ и рецензентом двух научных журналов.